# Restaurant Brands International
Restaurant Brands International Inc. (RBI) è una holding multinazionale canadese-statunitense di fast food.
È stata costituita nel 2014 dalla fusione da 12,5 miliardi di dollari tra la catena americana di fast food Burger King e la catena canadese di caffetterie e ristoranti Tim Hortons, e ampliata con l'acquisto nel 2017 della catena americana di fast food Popeyes. L'azienda è il quinto operatore di fast food al mondo dopo Subway, McDonald's Corporation, Starbucks e Yum! Brands. Hanno sede accanto a Tim Hortons a Toronto (precedentemente Oakville, Ontario). Per molteplici scopi, Burger King e Popeyes mantengono le loro operazioni e sedi esistenti, entrambe a Miami. La fusione del 2014 si è concentrata principalmente sull'espansione della portata internazionale del marchio Tim Hortons e sull'efficienza finanziaria di entrambe le società. 
3G Restaurant Brands Holdings LP, un'affiliata della società di investimento brasiliana 3G Capital, possiede una partecipazione del 32% in Restaurant Brands International. La società è quotata alla Borsa di New York e alla Borsa di Toronto.
Nel marzo 2023, Joshua Kobza è stato nominato CEO di Restaurant Brands International, in sostituzione di Jose Cil, che ricopriva il ruolo dal 2019.